# Демидівка (Гайсинський район)
Деми́дівка — село в Україні, у Тростянецькій селищній громаді Гайсинського району Вінницької області. Населення становить 844 осіб. До 2020 орган місцевого самоврядування — Демидівська сільська рада.

## Географія
Село розташоване на сході Гайсинського району по течії Безіменної річки (притока річки Берладинка, яка впадає у Південний Буг). Село лежить недалеко від колишньої військово-транзитної дороги з Тульчина, названої в народі «Шпаків шлях». За селом вздовж Бершадського шляху знаходиться шість курганів.
До 1914 входило до Ольгопільського повіту Подільської губернії.

## Постаті
- Дмитро Павлюк (* 1986) — український військовик,  старший солдат резерву, учасник російсько-української війни.
- Попик Сергій Григорович (1986—2023) — солдат збройних сил України, учасник російсько-української війни.

## Пам'ятки
В околицях села розташований об'єкт природно-заповідного фонду — гідрологічний заказник місцевого значення Урочище Демидівська долина.

## Історія
Територія села на 01.01.2010 р. займає 2108,2 га, з них: земель державної власності 337,4 га, земель приватної власності 1475,63 га, площа населеного пункту - 204 га. В селі дворів 404, населення становить 754 чоловіки, з них : дітей дошкільного віку 20, 63 дітей шкільного віку, що навчаються, юнаків від 15 до 18 років 47, громадян пенсійного віку 280, працездатного населення 344, з них працює тільки 130 чоловік.
Село лежить недалеко від колишньої військово-транзитної дороги із Тульчина названа в народі "Шпаків шлях". За селом повз Шпакового шляху"- тепер Бершадського шляху знаходиться шість курганів 1620 років. За старим адміністративним поділом у 1914 році село входило до Подільської губернії Ольгопільського повіту.     
12 червня 2020 року, відповідно розпорядження Кабінету Міністрів України № 707-р «Про визначення адміністративних центрів та затвердження територій територіальних громад Вінницької області», село увійшло до складу Тростянецької селищної громади.     
19 липня 2020 року, в результаті адміністративно-територіальної реформи і ліквідації Тростянецького району, село увійшло до складу Гайсинського району.

## Населення

### Мова
Розподіл населення за рідною мовою за даними перепису 2001 року:
| Мова            | Кількість | Відсоток |
| --------------- | --------- | -------- |
| українська      | 838       | 99.29%   |
| російська       | 4         | 0.47%    |
| румунська       | 1         | 0.12%    |
| інші/не вказали | 1         | 0.12%    |
| Усього          | 844       | 100%     |